# 本多スイミングスクール
本多 スイミングスクール（ほんだスイミングスクール、1989年5月10日 - ）は、日本のお笑い芸人である。ピン芸人。グレープカンパニー所属。

## 来歴・人物
愛媛県松山市出身。愛媛県立松山西高等学校、京都産業大学を卒業。大阪NSC34期生。
水泳は幼稚園の年長時から高校3年生の時までやっていた。高校2年生の時の愛媛県新人戦にて100m背泳ぎで2位、高校3年生の時に高校総体四国大会にて200m背泳ぎで5位をそれぞれ記録。芸人活動の傍ら、水泳のインストラクターのアルバイトをしている。また、プール巡りも趣味。
最初は、現在「鬼としみちゃむ」として活動しているしみちゃむと「無限インフィニティ」というコンビでデビュー。解散後ピン芸人となる。芸名も水泳寄りの名前が良いとして、同期の芸人が名付けた。
2013年頃から水泳関係のネタを始め、水泳のインストラクターやプールに通う子供達などの物真似を演じたり、水泳選手の細かい描写をネタにして披露している。五十音のどの一文字を言われても、水泳選手にまつわることを返すことが出来るというネタも持っている。
テレビ初出演は2017年5月8日に放送された『Going!Sports&News』（日本テレビ）内の企画「モチトピ」。ここで、2015年5月22日に開催された水泳ジャパンオープンの男子1500m自由形にて、萩野公介が競技中に外れたゴーグルを付け直し優勝を勝ち取ったという神業を紹介した。
2020年10月頃に入籍。2023年2月、BreakingDown 7に出場。元お笑い芸人のぬりぼうと対戦し、判定負け。

## 出演

### TV番組
- Going!Sports&News（日本テレビ、2017年5月8日）
- マネもの（フジテレビ、2019年6月29日）「真夏のプールサイド」のものまねで出演
- 有吉ジャポン（TBSテレビ、2019年6月29日[7]）- 「第2のサンドウィッチマン選手権」出演[8]
- 水曜日のダウンタウン（TBSテレビ、2019年11月20日、2024年5月15日）
- さんまのお笑い向上委員会（フジテレビ）- 2020年12月から「モニター横芸人」として出演[7]
- おもしろく入る部屋 ※東野幸治 監視中（テレビ東京）- 2021年3月26日[9]

### ラジオ
- マイナビ Laughter Night（TBSラジオ、2019年8月16日[10]）
- RADIO UnoZero（文化放送、2021年2月12日[11]）

## 賞レースでの戦績

### M-1グランプリ
ピーターパンジュンコローム秩序
- 2021年 2回戦進出[14]
- 2022年 2回戦進出
- 2023年 1回戦敗退
- 2024年 1回戦敗退

### キングオブコント
ピーターパンウンコロームチャパティ
- 2023年 1回戦敗退[16]

### R-1グランプリ
- 2023年 準決勝進出[17]
- 2024年 準々決勝進出[18]
- 2025年 準々決勝進出[19]